# Javorník (sedlo)
Javorník (785 m n. m.) je sedlo v Javornících, mezi vrchem Čerenka (947,8 m n. m.) a kótou 910,8 m n. m., v hlavním hřebeni pohoří. Leží v pramenné oblasti Kolárovického potoka jako pravostranného přítoku Váhu.
Sedlem vede důležitá silniční spojnice I/10 spojující horní Kysuce s Povážím, úsek Makov–Bytča. V sedle je parkoviště a motorest, víceré ubytovací kapacity jsou lokalizovány přímo pod sedlem. Prochází jím také hranice mezi okresy Čadca a Bytča.
Sedlo Javorník je křižovatkou turistických tras a souběžně s červeně-značenou turistickou stezkou vede také lyžařská turistická trasa.

## Přístup
- po silnici I/10 přes Kolárovice anebo Makov
- po červené turistické značce po hlavním hřebeni od sedla Semeteš
- po červené turistické značce z osady Kopanice
- po zelené turistické značce z osady Ráztoky